# دينيسي ر. جونسون
دينيسي ر. جونسون (بالإنجليزية: Denise R. Johnson) هي قاضية أمريكية، ولدت في 13 يوليو 1947 في وايندوت في الولايات المتحدة.